# Gunung Intim-intim
Gunung Intim-intim är ett berg i Indonesien.   Det ligger i provinsen Aceh, i den västra delen av landet, 1 600 km nordväst om huvudstaden Jakarta. Toppen på Gunung Intim-intim är 2 249 meter över havet, eller 140 meter över den omgivande terrängen. Bredden vid basen är 6,1 km.
Terrängen runt Gunung Intim-intim är bergig åt nordväst, men åt sydost är den kuperad. Gunung Intim-intim ligger uppe på en höjd som går i öst-västlig riktning.Runt Gunung Intim-intim är det ganska glesbefolkat, med 27 invånare per kvadratkilometer. I omgivningarna runt Gunung Intim-intim växer i huvudsak städsegrön lövskog.